# Ľuboš Kamenár
Pour les articles homonymes, voir Ľuboš et Kamenar.
Ľuboš Kamenár (aussi écrit Lubos Kamenar),  né le 17 juin 1987 à Trnava, est un footballeur international slovaque, évoluant au poste de gardien de but.

## Carrière

### En club
Kamenár commence sa carrière dans l'équipe de sa ville de naissance : le club du FC Spartak Trnava. Il y joue dans toutes les sections juniors et fait 5 apparitions avec l'équipe première.
Il signe en juillet 2005 au club de l'Artmedia Petržalka en tant que jeune espoir, avec lequel il gagne la ligue Corgoň et la Coupe slovaque lors de la saison 2007-2008.
Il signe le 2 juillet 2009 pour 5 ans au Football Club de Nantes alors relégué en Ligue 2.

### En équipe nationale
Le 11 octobre 2008, il fête face à Saint-Marin sa première sélection avec l'équipe nationale slovaque. Son équipe remporte le match 3-1. Ce match fait partie des qualifications pour la  Coupe du monde 2010 en Afrique du Sud.
Ľuboš Kamenár est retenu dans la liste des pré-sélectionnés pour participer à la préparation au Coupe du monde 2010 en Afrique du Sud. Il ne figure cependant pas dans la liste définitive des 23 : il est recalé par le sélectionneur Vladimir Weiss.

## Palmarès
- Champion de Slovaquie en 2005 et 2008
- Champion de Hongrie en 2013
- Vainqueur de la Coupe de Slovaquie en 2008